# Boisco
Boisco o Bosco di Cizico (in greco antico: Βοΐσκος?, Boískos; Cizico, ... – ...; fl. I secolo a.C.) è stato un poeta greco antico d'età ellenistica.

## Vita e opera
Proveniente da Cizico, di lui Mario Vittorino e Rufino hanno trasmesso un ottametro giambico catalettico. In questo frammento Boisco, che si fa chiamare καινοῦ γραφεὺς ποιήματος ("autore di nuova poesia"), dichiara il suo orgoglio per lo sviluppo di questo verso.
Comunque, Boisco può forse essere identificato con l'omonimo ποιητὴς καινῆς κωμῳδίας ("poeta della Commedia Nuova"), vincitore  a Tespie intorno al 100 a.C.